# Geoffrey Wright
Geoffrey Wright (nascut el 1959) és un director de cinema i guionista australià, que va obtenir un èxit de culte amb la pel·lícula de 1992 Romper Stomper, protagonitzada per Russell Crowe.
El 1994 va dirigir la pel·lícula de thriller suburbana Metal Skin, protagonitzada per Ben Mendelsohn, i més tard va dirigir la pel·lícula de terror per a adolescents Cherry Falls, protagonitzada per Brittany Murphy i que li va valer el Premi a la millor direcció al XXXIII Festival Internacional de Cinema Fantàstic de Catalunya. El 2006 va adaptar Macbeth de Shakespeare per al cinema, protagonitzada per Sam Worthington i Lachy Hulme.

## Filmografia

### Pel·lícules
| Any  | Títol          | Director | Guionista | Notes        |
| ---- | -------------- | -------- | --------- | ------------ |
| 1989 | Lover Boy      | Sí       | Sí        | Curtmetratge |
| 1992 | Romper Stomper | Sí       | Sí        |              |
| 1994 | Metal Skin     | Sí       | Sí        |              |
| 2000 | Cherry Falls   | Sí       |           |              |
| 2006 | Macbeth        | Sí       | Sí        |              |

### Televisió
| Any  | Títol                 | Director | Guionista | Notes                     |
| ---- | --------------------- | -------- | --------- | ------------------------- |
| 1996 | Naked: Stories of Men | Sí       |           | Episodi: "A Fallen Woman" |
| 2018 | Romper Stomper        | Sí       | Sí        |                           |